# Laboulbenia elaphri
Laboulbenia elaphri är en svampart som tillhör divisionen sporsäcksvampar, och som beskrevs av Carlo Luigi (Carlos Luis) Spegazzini. Laboulbenia elaphri ingår i släktet Laboulbenia, och familjen Laboulbeniaceae. Arten är reproducerande i Sverige.